# Lithium (canción de Evanescence)
«Lithium» (en español: «litio») es el segundo sencillo del álbum The Open Door de la banda estadounidense de Metal alternativo Evanescence. El tema no es un cover de la canción de la banda de grunge Nirvana, como se pensó en un principio. El sencillo salió a la venta en noviembre de 2006 en Norteamérica y el 4 de diciembre en el Reino Unido, siendo el sucesor del exitoso sencillo anterior «Call Me When You're Sober». 
Además, el sencillo incluye una canción inédita: «The Last Song I'm Wasting on You» («La última canción que gasto en ti»), que se supone fue escrita para Ben Moody (exintegrante y cofundador de la banda). El sencillo «Lithium» vendió en su primera semana de venta 3500 copias en su segunda semana de venta vendió 6050 copias y en su tercera semana vendió más de 100  350 copias y hasta ahora «Lithium» ha vendido más de 195  990 copias en todo el mundo. En 2007 el sencillo ha debutado con 200 000  copias vendidas en Argentina solamente, y 108  750 copias vendidas en México solamente. Hasta la fecha ya ha vendido más de 1 300  250 en todo el mundo.

## Antecedentes y lanzamiento
Tras el éxito comercial de su álbum de estudio debut Fallen (2003) y su gira de respaldo (2003-04), Evanescence regresó al estudio para trabajar en el material de un nuevo álbum. Durante ese tiempo, el guitarrista Ben Moody se separó de la banda y el grupo demandó a su anterior representante. Además de eso, el guitarrista sustituto de Moody, Terry Balsamo, sufrió un derrame cerebral durante las etapas finales de la grabación, lo que amplió aún más el tiempo necesario para lanzar y finalizar el álbum. The Open Door finalmente finalizó su proceso y se puso a la venta en octubre de 2006. Para el proceso de composición del álbum, Amy Lee colaboró principalmente con Balsamo, a quien describió como un compañero que la animó y la ayudó a superar el punto de abstenerse al componer. "Lithium" fue una de las primeras canciones escritas para el álbum, únicamente por Lee. Durante una entrevista con VH1, reveló que había escrito la canción en una guitarra cuando tenía 16 años, pero que nunca la usó en ninguno de sus proyectos a pesar de que le gustaba el coro. Durante el trabajo de la banda en The Open Door, Lee reorganizó la canción en un piano y escribió sus versos. Lee describe la canción como una "que abarca el sentimiento sobre la insensibilidad".El medicamento en sí, el litio, se usa como estabilizador del estado de ánimo para prevenir el comportamiento maníaco agudo en pacientes con trastorno bipolar. Lee eligió el título como una "metáfora de la felicidad desde un punto de vista negativo": "Es mirarlo como, 'No quiero adormecerme y no sentir más'". Ella explicó eso durante su proceso de escribir música, se ponía de humor o "extraño" que intentaba superar diciéndose a sí misma que debía dejar ir ciertas cosas, cambiar y regocijarse de nuevo; tales experiencias también la inspiraron a escribir "Lithium". Inicialmente, Lee estaba indecisa en cuanto a qué canción elegir como segundo sencillo de The Open Door, teniendo en cuenta cuatro canciones de álbum diferentes. Finalmente se eligió "Lithium" y se puso a disposición para su descarga digital el 4 de diciembre de 2006. Fue publicado en el Reino Unido el 8 de enero de 2007. "The Last Song I'm Wasting on You", una canción originalmente escrita para The Open Door y luego incluida como pista extra en varias ediciones del álbum, era la cara B del sencillo.

## Críticas
Corey Moss, escribiendo para MTV News, opinó que la canción era posiblemente "incluso más deprimente" que la canción epónima de Nirvana de 1992. Rob Sheffield de Rolling Stone describió "Lithium" como el poema de Lee a Kurt Cobain.  En su reseña de The Open Door, Andy Gill de The Independent escribió que "Lithium" como una de las canciones más destacadas del álbum; Además, señaló que captura perfectamente el estado de ánimo del álbum "envuelto en el género básico de la tristeza vestida de negro". Stephen Thomas Erlewine destacó la canción "movida" también opinó que es una de las tres mejores del álbum. Sintió que era una reminiscencia de las pistas predominantes en el álbum debut de la banda, caracterizadas por la similitud con el material de Tori Amos y observó que en The Open Door, este tipo de canciones estaban "usadas en un segundo plano".  En una reseña del álbum, Sara Berry de St. Louis Post-Dispatch opinó que "la banda equilibra hábilmente himnos de rock abrasadores con baladas reflexivas y pesadas de piano como 'Lithium'". Ed Thompson de IGN escribió que el "suave cosquilleo de los teclados" de Lee está notablemente presente en "Lithium".
Un escritor de Stornoway Gazette apodó la canción como una "vorágine de baladas de poder extremo" y consideró que era una de las instancias del álbum en las que "el pop-metal realmente hace justicia a ambos géneros musicales". Un escritor del Leader-Post elogió las "notas impresionantes" de Lee sobre "Lithium", que describió además como el equivalente de "My Immortal" del álbum de estudio debut de la banda Fallen (2003). Un escritor de Billboard continuó describiendo la canción como "el tipo de número para el que nació Evanescence: producción cinematográfica, orquestación apasionante y la voz de Amy Lee deslizándose a través de los versos y elevándose coros". El escritor terminó su reseña señalando que el "último romance musical de Lee con la oscuridad es cautivador" y casi haría que los oyentes "desearían que [su] corazón estuviera roto". R.J. Carter del sitio web de música The Trades, quien consideró que "Lithium" era una de las dos canciones de The Open Door que habría estado mejor como bonus tracks, y agregó que "['Lithium'] amplía las capacidades de Lee para romper cristales".
En una reseña de una canción para BBC Online, Fraser McAlpine calificó "Lithium" con dos de cinco estrellas, y señaló que sirvió como prueba de que la banda ha perdido su capacidad para producir sencillos exitosos; como conclusión, señaló cómo la canción "suena perezosa y 'no se puede enfadar' incluso con su característico melodrama y voz de shreiking ghostie". En una revisión de The Open Door, Alex Nunn del sitio web musicOMH criticó la canción, calificándola como un intento fallido de "rehacer" el éxito anterior de la banda "My Immortal" (2003), sintiendo que "cae lamentablemente corto "en eso. Continuó concluyendo que "sirve una dosis adicional de basura melodramática y trillada". Después de su lanzamiento como sencillo, Nunn publicó una revisión separada de "Lithium" donde lo criticó como un "rockero hinchado" debido a su introducción de piano similar a todas las canciones de Fallen y el "rock-out genérico que sigue [que] puede hacerlo cualquiera y todos ". Concluyó que a la voz de Lee le faltaba el "factor sorpresa de 2003".
En 2011, la periodista de Loudwire, Mary Ouellette, colocó la canción en el número nueve de su lista de las 10 mejores canciones de Evanescence. Ella elogió la voz "arrolladora" de Lee que "complementa" su interpretación del piano y agregó que "Lithium" fue uno de los aspectos más destacados de The Open Door. En 2016, Brittany Porter de AXS la incluyó en el número seis en su lista de las diez mejores canciones de la banda.

## Lista de canciones
Sencillo inglés
El sencillo inglés contiene los siguientes tracks:
1. «Lithium» 3:34
2. «The Last Song I'm Wasting on You» 4:09

Nota
La versión vinilo también contiene las pistas del sencillo en inglés.
Sencillo internacional
El sencillo internacional contiene las siguientes pistas (el sencillo también contiene una pista versión video):
1. «Lithium» 3:34
2. «The Last Song I'm Wasting on You» 4:09
3. «All that I'm Living for» (Live acoustic version) 4:33
4. «Lithium» (Live acoustic version) (video) 3:49

Sencillo de radio promocional
El sencillo de radio promocional solo contiene una pista de audio:
1. «Lithium» 3:34

## Vídeo musical
Evanescence trabajó con el director Paul Fedor, quien también dirigió para Seether y 30 Seconds to Mars. El video fue grabado entre el 31 de octubre y el 1 de noviembre de 2006. Tiempo después, el video fue estrenado en la página web de la banda el 27 de noviembre del 2006.
"Lithium" está ambientado en un bosque nevado y muestra a dos diferentes Amy Lee, representando diferentes emociones. Una está vestida de blanco caminando por el bosque, representando a la felicidad, mientras que la otra va vestida de negro y por debajo de la superficie del agua de un lago, representando a la tristeza. Ambas le cantan una a la otra tratando de entender cómo pueden funcionar juntas, en palabras de Amy Lee. Un making-of del set de filmación del video musical fue publicado el 12 de enero de 2007 en el canal oficial YouTube de la banda. El video logró alcanzar el número cuatro en la lista de cuenta regresiva de TRL de los mejores videos musicales en enero de 2007.

## Posicionamiento en lista
| Lista (2006/2007)                                         | Mejor posición |
| --------------------------------------------------------- | -------------- |
| Alemania (Media Control AG)                               | 98             |
| Australia (ARIA Singles Chart)                            | 26             |
| Austria (Ö3 Austria Top 40)                               | 41             |
| Bélgica (Valonia) (Ultratip Bubbling Under)               | 13             |
| España (Los 40 Principales)                               | 10             |
| Estados Unidos Billboard (Bubbling Under Hot 100 Singles) | 24             |
| Estados Unidos Billboard (Hot Mainstream Rock Tracks)     | 39             |
| Estados Unidos Billboard (Hot Modern Rock Tracks)         | 37             |
| Grecia (Singles Top 20)                                   | 5              |
| Irlanda (IRMA)                                            | 30             |
| Italia (FIMI)                                             | 2              |
| Nueva Zelanda (Recorded Music NZ)                         | 16             |
| Países Bajos (Mega Single Top 100)                        | 55             |
| Suecia (Sverigetopplistan)                                | 23             |
| Suiza (Schweizer Hitparade)                               | 40             |
| Reino Unido (The Official Charts Company)                 | 32             |
| Reino Unido (The Official Charts Company)                 | 1              |
| República Checa (Rádio Top 100)                           | 18             |